# Marie Gärtnerová
Marie Gärtnerová, křtěná Marie Antonie (16. října 1877 Zdice – 22. února 1965 Kařez), byla česká operní pěvkyně, tanečnice, hudební pedagožka a profesorka.

## Život
Narodila se ve Zdicích v rodině řidiče vlaků Emanuela Gärtnera. Dětství trávila ve Zdicích a v rodišti své matky, v Městečku u Křivoklátu, rané mládí pak v Jihlavě, kde se spřátelila se svým bratrancem Jiřím Heroldem, pozdějším violistou Českého kvarteta. Po ukončení základního vzdělání, které absolvovala patrně ve svém rodišti, se věnovala studiu hry na klavír. Školila se u Karla Slavkovského a Josefa Jiránka, hudební teorii studovala u Vítězslava Nováka a zpěv na Pivodově pěvecké škole. Studium zakončila státní zkouškou ze zpěvu a hry na klavír. Jako operní pěvkyně v začátcích zpívala pod jménem Marie Romanova.

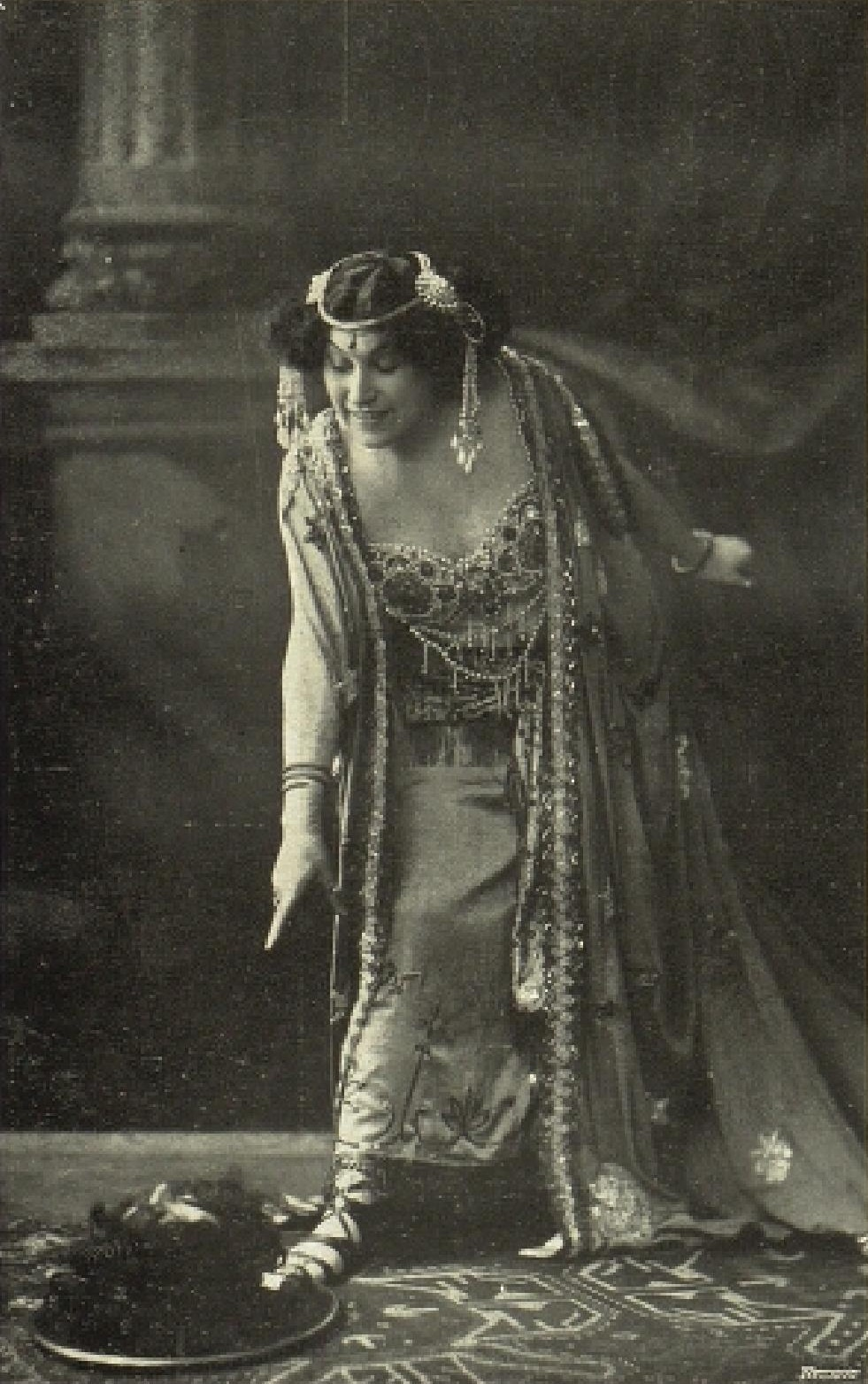
Marie Gärtnerová – Salome (Světozor, 31.12.1909)

V roce 1901-1902 začala uměleckou dráhu jako altistka v Zemském divadle v Lublani, kde vytvořila celou řadu titulních postav. Obdivována byla za roli Carmen ve stejnojmenné opeře, což ve verších oslavil slovinský básník Anton Aškerc. Následně dva roky působila v novém českém divadle v Plzni, kde se však příliš neuplatnila. Počala se zdokonalovat v herectví v pražské dramatické škole režiséra J. Šmahy a vystoupila v Národním divadle v představení jeho elévů (1902/03). V letech 1902-1906 se přeškolila ve francouzsko–italské škole Marchesi u Betty Frank–Rückertové na dramatický soprán a později se zdokonalila v bel cantu u Carla Emmericha. V roce 1905 hostovala v pražském německém divadle (G. Bizet: Carmen, dirigoval L. Blech) a získala tak první zkušenost na velkém jevišti. Brzy vyspěla ve znamenitou pěvkyni, především Straussových dramatických děl.
V letech 1906-1907 působila v alsaské opeře v Kolmaru a na podzim roku 1907 přijala angažmá v městském divadle v Barmenu (dnes Wuppertal), kde dostávala titulní role a rozšířila svůj repertoár o italská operní díla. Další angažmá bylo v letech 1910-1919 ve Štrasburku, kde excelovala mimo jiné v dílech R. Wagnera a Richarda Strausse. Ve Štrasburku vystupovala též koncertně a podílela se zde také na režii Smetanovy Prodané nevěsty. V letech 1907-1918 vystupovala též pohostinsky na operních pódiích v Německu, Rakousku, Holandsku, Švýcarsku a rovněž i v Národním divadle v Praze a dalších českých městech. Její pěvecké vystoupení oceňoval sám Richard Strauss, v jehož operách Elektra, Salome a Růžový kavalír dosáhla velkých úspěchů. V repertoáru měla téměř čtyřicet velkých úloh a vedle pěveckých rolí v úlohách také skvěle tančila. Byla rovněž výtečnou klavíristkou, schopnou doprovodit se i ve velmi obtížných partech.
V roce 1920 ukončila operní dráhu, vrátila se natrvalo do Čech, kde přijala pozvání hraběnky Berty Colloredo–Mansfeldové a přistěhovala se do zbirožského zámku, kde Alfons Mucha právě dokončoval Slovanskou epopej. Koncertovala, působila jako profesorka zpěvu, zprvu na městské hudební škole v Plzni a následně téměř 23 let na plzeňské Hudební škole B. Smetany. V letech 1951-1954 působila jako hlasová a dramatická poradkyně nově budovaného divadla v Prešově. Od roku 1960 žila Marie Gärtnerová v Pětidomí nedaleko Kařezu, kde koncem února 1965 zemřela. Pochována byla do rodinného hrobu na novém hřbitově ve Zbiroze.
Upřímné celoživotní přátelství udržovala Marie Gärtnerová s Jindřichem Jindřichem a také s pěvcem P. Ludikarem.
K velkému počtu jejích žáků patřili koncertní pěvci Božena Hezká, Jaromír Horák, sólistka milánské La Scaly Libuše Pavlíková-Paserová a mnoho dalších.